# President's Cup 2012
Il President's Cup 2012 è stato un torneo professionistico di tennis giocato sul cemento. È stata la 6ª edizione del torneo maschile, la 4a del torneo femminile, che fanno parte dell'ATP Challenger Tour nell'ambito dell'ATP Challenger Tour 2012 e dell'ITF Women's Circuit nell'ambito dell'ITF Women's Circuit 2012. Il torneo maschile e quello femminile si sono giocati ad Astana in Kazakistan dal 23 al 29 luglio 2012.

## Partecipanti ATP

### Teste di serie
| Nazionalità | Giocatore           | Ranking* | Testa di serie |
| ----------- | ------------------- | -------- | -------------- |
| Germania    | Cedrik-Marcel Stebe | 83       | 1              |
| Slovacchia  | Karol Beck          | 103      | 2              |
| Kazakistan  | Andrej Golubev      | 145      | 3              |
| Turchia     | Marsel İlhan        | 160      | 4              |
| Russia      | Evgenij Donskoj     | 199      | 5              |
| Russia      | Konstantin Kravčuk  | 207      | 6              |
| India       | Yuki Bhambri        | 218      | 7              |
| Slovacchia  | Kamil Čapkovič      | 226      | 8              |

- Rankings al 16 luglio 2012.

### Altri partecipanti
Giocatori che hanno ricevuto una wild card:
- Aleksej Kedrjuk
- Serizhan Yessenbekov
- Denis Yevseyev

Giocatori passati dalle qualificazioni:
- Sarvar Ikramov
- Dzmitry Zhyrmont
- Tal Eros
- Jaroslav Šilo
- Danilar Duldaev (lucky loser)

## Partecipanti WTA

### Teste di serie
| Nazionalità | Giocatrice             | Ranking* | Testa di serie |
| ----------- | ---------------------- | -------- | -------------- |
| Francia     | Stéphanie Foretz Gacon | 82       | 1              |
| Kazakistan  | Sesil Karatančeva      | 105      | 2              |
| Kazakistan  | Julija Putinceva       | 120      | 3              |
| Germania    | Dinah Pfizenmaier      | 129      | 4              |
| Giappone    | Kurumi Nara            | 151      | 5              |
| Russia      | Ekaterina Byčkova      | 163      | 6              |
| Portogallo  | Maria João Koehler     | 176      | 7              |
| Russia      | Marta Sirotkina        | 183      | 8              |

- Rankings al 18 luglio 2012.

### Altre partecipanti
Giocatrici che hanno ricevuto una wild card:
- Anna Danilina
- Ekaterina Klyueva
- Anastasiya Yepisheva

Giocatrici passate dalle qualificazioni:
- Luksika Kumkhum
- Ksenija Lykina
- Sofia Shapatava
- Sun Shengnan
- Alexandra Artamonova (lucky loser)
- Paula Kania (lucky loser)
- Nadežda Kičenok (lucky loser)
- Sviatlana Pirazhenka (lucky loser)

## Campioni

### Singolare maschile
- Evgenij Donskoj ha battuto in finale  Marsel İlhan con il punteggio di 6–3, 6–4

### Singolare femminile
- Maria João Koehler ha battuto in finale  Marta Sirotkina con il punteggio di 7–5, 6–2

### Doppio maschile
- Konstantin Kravčuk /  Denys Molčanov hanno battuto in finale  Karol Beck /  Kamil Čapkovič con il punteggio di 6–4, 6–3

### Doppio femminile
- Oksana Kalašnikova /  Marta Sirotkina hanno battuto in finale  Ljudmyla Kičenok /  Nadežda Kičenok con il punteggio di 3–6, 6–4, [10–2]